# Muhammad Ashiq
Muhammad Ashiq (* 17. März 1935 in Lahore; † 11. März 2018 ebenda) war ein pakistanischer Radrennfahrer.

## Sportliche Laufbahn
Ashiq war im Bahnradsport aktiv. Er war Teilnehmer der Olympischen Sommerspiele 1960 in Rom. Im Zeitfahren kam er beim Sieg von Sante Gaiardoni auf den 25. Rang. Im Sprint war er im Vorlauf gegen André Gruchet ausgeschieden. Er startete auch im Tandemrennen.
Ashiq war auch Teilnehmer der Olympischen Sommerspiele 1964 in Tokio. In der Mannschaftsverfolgung war Pakistan mit Muhammad Ashiq, Lal Bakhsh, Muhammad Hafeez und Muhammad Shafi in der Qualifikation ausgeschieden. In der Einerverfolgung scheiterte er in der Qualifikationsrunde.
Bei den Asienspielen 1958 und 1962 gewann er eine Silber- und eine Bronzemedaille in der Mannschaftsverfolgung.

## Berufliches
Ashiq war Angestellter der pakistanischen Eisenbahngesellschaft, später selbständiger Busunternehmer und Rikschafahrer.